# Лагерный (остров, Красноярский край)
Ла́герный — остров архипелага Северная Земля. Административно относится к Таймырскому Долгано-Ненецкому району Красноярского края.
Расположен в Карском море в 800 метрах от северо-западного побережья острова Комсомолец в районе устья реки Близкой.
Имеет овальную форму с небольшим мысом в южной части. Длина острова — 1,3 километра, ширина — до 1 километра. Берега, кроме северного, пологие, от восточного побережья начинается песчаная отмель, связывающая остров Лагерный с островом Комсомолец. В северной части острова находится небольшая скала высотой 26 метров.

## Топографические карты
- Лист карты U-46-XXVIII,XXIX,XXX м. Молотова (Северная Земля). Масштаб: 1 : 200 000. Состояние местности на 1956 год.